# Shadow of the Vampire
Shadow of the Vampire är en brittisk-amerikansk långfilm från 2000 i regi av E. Elias Merhige, med John Malkovich, Willem Dafoe, Udo Kier och Cary Elwes i rollerna.

## Handling
En påhittad historia om inspelningen av filmen Nosferatu från 1922. Besatt av tanken att göra den verkligaste vampyrfilmen någonsin ingår Murnau en pakt med vampyren Max Schreck.

## Skådespelare
- John Malkovich .... F.W. Murnau, regissör
- Willem Dafoe .... Max Schreck, skådespelare och vampyr
- Udo Kier .... Albin Grau, producent
- Cary Elwes .... Fritzy Wagner
- Catherine McCormack .... Greta Schröder, skådespelare
- Eddie Izzard .... Gustav von Wangenheim, skådespelare
- Aden Gillett .... Henrik Galeen